# Vale de Cambra
Vale de Cambra is een stadje en gemeente in het Portugese district Aveiro.
De gemeente heeft een totale oppervlakte van 147 km² en telde 24.798 inwoners in 2001.
Het stadje heeft ongeveer 4100 inwoners.

## Plaatsen in de gemeente
De freguesias die deel uitmaken van de gemeente Vale de Cambra zijn:
- Arões
- Cepelos
- Codal
- Junqueira
- Macieira de Cambra
- Roge
- São Pedro de Castelões
- Vila Chã (Vale de Cambra)
- Vila Cova de Perrinho